# 무비 스타
무비 스타(movie star)는 영화 배우 중에서도 특히 잘 알려져 있는 사람을 의미한다.
무비 스타는 영화에서 주연 또는 주연으로 유명한 배우이다. 이 용어는 예고편 및 포스터와 같이 영화를 홍보하는 데 이름이 사용되는 대중적인 이름이 되어 시장성 있는 스타인 공연자를 위해 사용된다. 가장 저명한 영화 배우는 업계에서 돈을 벌 수 있는 스타로 알려져 있다.

## 같이 보기
- 배우
- 유명인
- 카리스마
- 섹스 심벌
- 스타 시스템
- 슈퍼스타
- 성우